# 暁伸・ミスハワイ
暁伸・ミスハワイ（あかつきしん・ミスハワイ）は、『浪漫リズム』で知られた夫婦の浪曲漫才コンビ。2009年、第13回上方演芸の殿堂入り。

## メンバー
- 暁 伸（あかつきしん 1915年（大正4年）12月1日 - 2011年（平成23年）12月26日、本名:森 光雄（もり みつお）

福岡県八女市出身。13人兄弟で幼少から歌が好きだったという、小学校卒業兵役検査を受けたが落ち、地元から朝鮮に渡って大工をしていたが、浪曲への思い断ち難く、浅草に出て1939年京山爲吉（京爲）に入門し京山芳秀を名乗る。桃忠軒桃千代一座で旅を回るうち、これからは浪曲も三味線一棹の時代ではないと悟り、浅草の竹葉亭でアルバイトをしながら作曲家・大村能章の洋楽学校で洋楽を学び歌謡浪曲に進む。
タイヘイ洋児、梅乃ハッパと並ぶギブソンの遣い手。非常に高価なルイ・ヴィトンのバッグを5本も潰して革だけを取り、オリジナルのギターケースを作成している。
2011年12月、心筋梗塞のため兵庫県宝塚市の病院で死去。96歳没。
- ミスハワイ（1926年（大正15年）4月30日 - 1998年（平成10年）12月13日、本名:森オセイ、旧姓:南口）

大阪府出身。神戸の岡田芸能社の所属歌手で、1936年に春野ひばりの名で初舞台。

## 概説
戦時中、朝鮮にて旅回り中に一座の芸人がギャラを持って蒸発し、残った2人は意気投合。席亭の勧めなどで、1944年頃コンビを組む。当初は『暁のぼる・春乃ひばり』や『暁のぼる・南光枝』の名で、ギターにクラリネット伴奏でジンタ風のリズムを刻んでいた。1946年新興キネマ演芸部所属になり、秋田實門下の浪曲漫才コンビ『暁あきら・南あき子』で再出発したが、なかなか芽が出なかったため、1950年に易者の見立てで『暁伸・南あき子』に改名。
1951年、砂川捨丸・中村春代一座のアメリカ巡業に加えられ、立ち寄り先のハワイで見たフラやハワイ在住の日系人・山下ドリンにハワイアン・ミュージックを教わりヒントを得て、独特の浪漫リズム（ロマンリズム、名古屋の席亭が命名）を創案、帰国後コンビ名も『暁伸・ミスハワイ』に改めた。因みに、タイヘイトリオが名乗ったのは『浪漫ショウ』である。二組は犬猿の仲だったといわれる。
凱旋巡業では英単語混じりの浪曲漫才で売れ出すが、伸が喉を傷め大声を出せなくなったため、苦肉の策として、合いの手役のハワイが前にしゃしゃり出るスタイルに転向。ど派手なムームーに金髪パーマのカツラで、ヘチマ型のギロをこすり上げ、「行け!」「ええ声で歌わんかい！」と伸をけしかけながら舞台狭しと立ち回り、甲高い金切り声で「アーイーヤー」（ハワイ語で「さあ、行くぞ」の意味）を連発したところ、これが大受けを取るようになった。このように、有名な「アーイーヤー」はもともとは間を繋ぐために突発的に生まれたフレーズであった。
恰幅の良いハワイが腰を振りつつ右往左往すれば、伸がその容姿を「♪立てばポスト（旧式）で、座ればだるま…」と扱き下ろしながら、やおら「奥さん、明日も雨でンな」等と客いじりに移る、ペーソス溢れる芸風で一世を風靡した。オチは伸が「寝ぐらへ帰るダンプカー…」で締めた。
また「♪腰にぶらぶら　ヘチマ提げ～」で始まり、「化粧落としたその顔は　ふた目と見られぬ　色気婆～」で終わる別バージョンもあった。
『これは素敵な　チョイといかす。一節聴いたら　ドンピシャリ～♪』で始まるテーマソングは、伸・ハワイが10年以上司会を務めた『お笑いびっくりタイム』（毎日放送）のスポンサー、阪本赤まむし本舗のCMソング（伸の作詞作曲）で、歌詞を一部変更し自らも用いるようになったもの。また伸・ハワイの楽屋には、同社のマムシグロン（ドリンク剤）が必ず届けられていた。
芸には非常に厳しく、仲間ともつるまず、酒にも博奕にもヒロポンにも手を出さず、芸人らしい格好に気を配り、客受けにも敏感だった。千日劇場の楽屋では芦乃家雁玉の後を引き継いで最奥に陣取り、余りの威圧感とドケチ振りから周囲に近づく者が無かったという（三代目桂米朝談）。1957年から在籍した千土地興行が1969年に解散すると、古巣の流れを汲む松竹芸能に移籍。
伸は甘いものが好きで食漢であったため、糖尿病を患っており、ハワイから禁止されていたが、よくトイレなどで楽屋に出された差し入れを隠れて食べていたのを目撃されている。
浪花座で出演時間を計る役を仰せ付かっていたのに、サボって漫画を読み耽りストップウォッチを押し忘れた濱口優（よゐこ）は、高座を降りたハワイから「うちら何分やっとった？」と訊ねられ、正直に「すみません！計ってませんでした」と答えたところ、「死ね！」と面罵されたというが、ちゃんと仕事をしていればお小遣いを欠かさぬなど、ハワイに限っては後輩芸人や裏方への面倒見は決して悪くなかった。濱口も温厚な師匠をも怒らせるような振る舞いをしていたという話として、このエピソードは披露している。
1998年にハワイが先立った後も、伸は現役最高齢級の芸人としてピンで活動。1999年には『金鳥タンスにゴン』（大日本除虫菊）のCMに出演したが、2011年12月26日に心筋梗塞の為、死去。96歳没。

## 受賞
- 第13回上方漫才大賞審査員特別賞
- 1995年大阪府知事表彰

## 出演

### CM
- カイゲン コデブロンS（1992年）